# Microbiota
Em ecologia, chama-se microbiota o conjunto dos micro-organismos que habitam um ecossistema, principalmente bactérias, mas também alguns protozoários, que geralmente têm funções importantes na decomposição da matéria orgânica e, portanto, na reciclagem dos nutrientes.
Em Biologia, Medicina, Zootecnia, Veterinária, Agronomia e Odontologia  chama-se microbiota ao conjunto dos microrganismos que se encontram geralmente associados a tecidos ou órgãos de animais ou plantas (ver, por exemplo, microbiota bucal indígena). Os microrganismos que estabelecem colônias permanentes dentro ou sobre o corpo sem produzir doenças, compondo a microbiota normal do corpo. 
A "microbiota transitória" é composta pelos microrganismos que estão presentes por períodos variáveis, podendo desaparecer temporariamente. Estes microrganismos residem nestes lugares de forma mais ou menos permanente e, em alguns casos, realizam funções específicas. entre outros microorganismos.;;..
O termo flora intestinal, para se referir à Microbiota Intestinal deveria ser abandonado, uma vez que se refere às plantas, enquanto que os microrganismos pertencem aos grupos protista e das bactérias. Isto deve-se a estes organismos, antigamente, terem sido classificados entre as plantas na taxonomia de Lineu.
Os colonócitos saudáveis mantêm condições anaeróbicas no lúmen do intestino porque seu metabolismo assegura um rápido consumo de oxigênio. Tais condições selecionam para organismos anaeróbicos obrigatórios.'

## Saúde intestinal
Milhares de publicações científicas contendo muitos ensaios clínicos demonstram a eficiência da microbiota intestinal para milhares de beneficios e tratamentos de doenças